# Paudorf
Paudorf osztrák mezőváros Alsó-Ausztria Kremsvidéki járásában. 2025 januárjában 2714 lakosa volt. 

## Elhelyezkedése

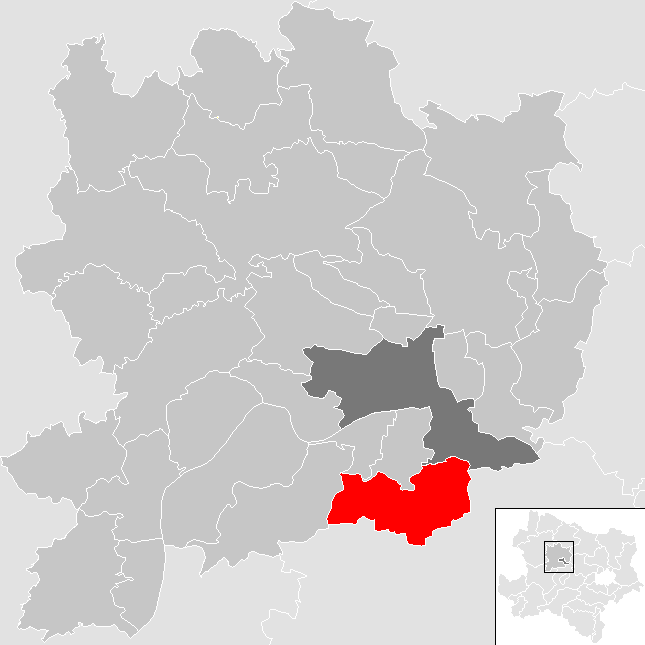
Paudorf a Kremsvidéki járásban

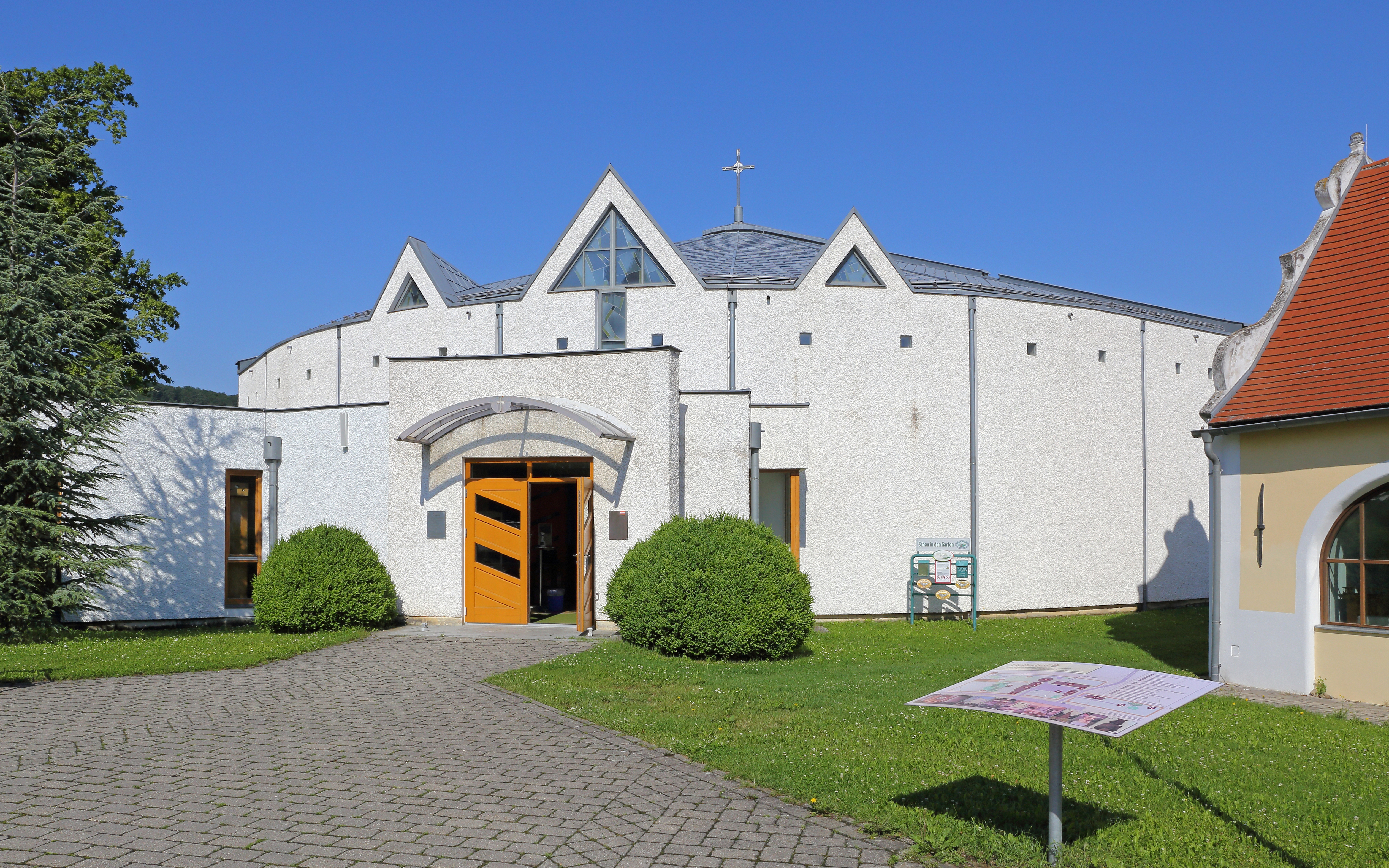
A Szt. Altmann-plébániatemplom

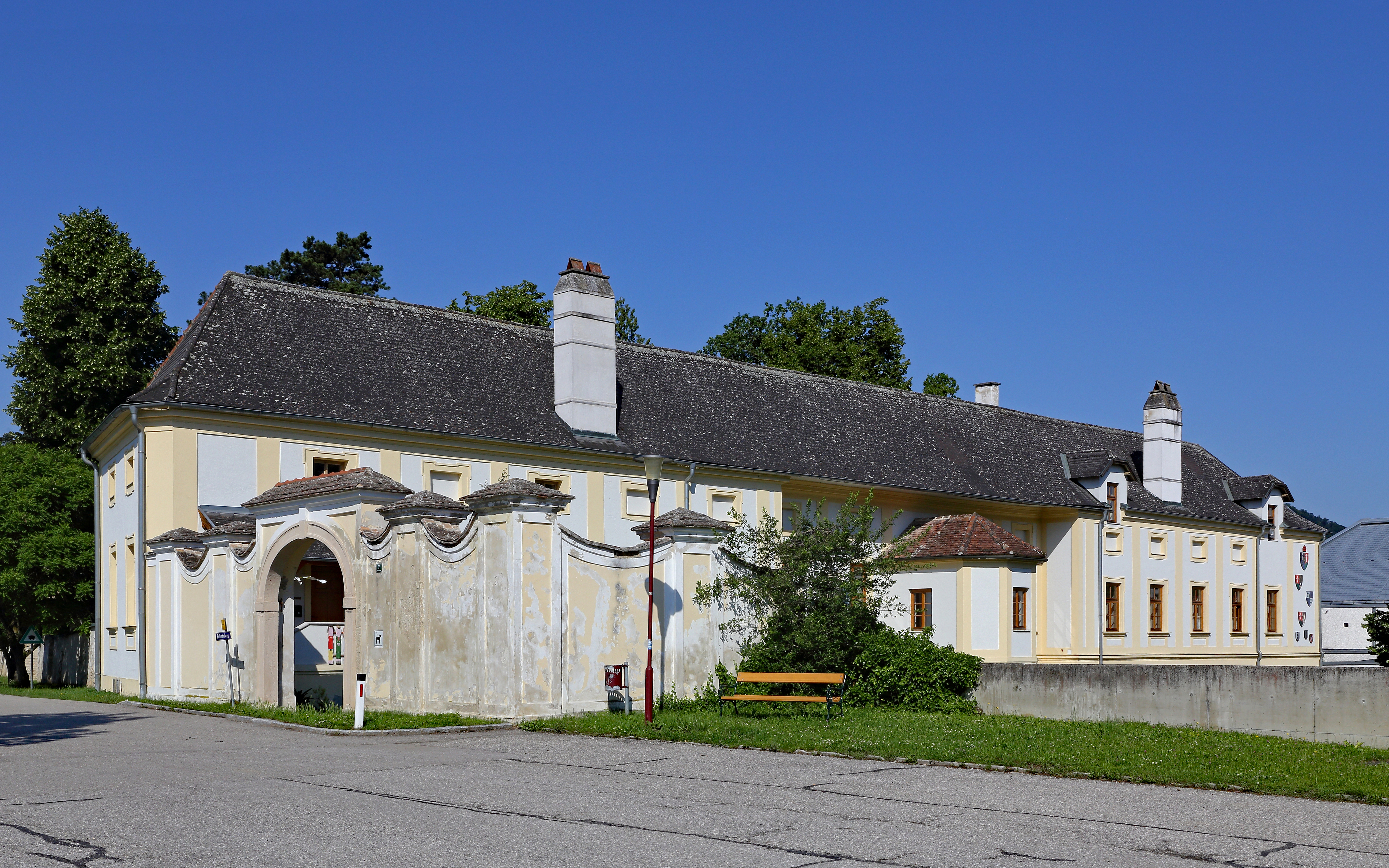
A Hellerhof

Paudorf a tartomány Mostviertel régiójában fekszik a Duna völgyében. Legmagasabb pontja a Statzberg (580 m). Területének 58,4%-a erdő, 5,9% szőlő, 27,4% áll egyéb mezőgazdasági művelés alatt. Az önkormányzat 7 települést egyesít: Eggendorf (107 lakos 2025-ben), Höbenbach (389), Hörfarth (375), Krustetten (487), Meidling (204), Paudorf (910) és Tiefenfucha (242). 
A környező önkormányzatok: északra Krems an der Donau, északkeletre Furth bei Göttweig, keletre Nußdorf ob der Traisen, délre Statzendorf, délnyugatra Wölbling, nyugatra Bergern im Dunkelsteinerwald, északnyugatra Mautern an der Donau.

## Története
Paudorf területe az újkőkorban is lakott volt, erről tanúskodik az ott talált, i. e. 5. évezredből származó höbenbachi vénusz és termékenységszimbólumnak tartott szarvas női szobrocska. 
Paudorfot 1083-ban említik először a göttweigi apátság birtokaként. Alapításakor csak egy uradalmi majorságból állt, amely a mauterni plébánia alá tartozott. A majorságot a keresztes háborúk idején felszámolták, a földeket négy birtokra osztották és eladták. 1425-27-ben a husziták dúlták fel a régiót. 1462-ben Paudorfnál összecsapásra került sor III. Frigyes császár és egy bizonyos Fronauer lovag között, ennek során kifosztották Krustettent és Höbenbachot. 1481-ben Mátyás magyar király csapatai elfoglalták Meidling várát. Bécs 1529-es ostromakor a török portyázók kifosztották Paudorfot, a környéken csak a göttweigi apátság maradt sértetlenül. A harmincéves háborúban, 1645-ben a császári csapatok, Bécs 1683-as ostromakor a törökök dúlták fel. Az osztrák örökösödési háborúban, 1741-ben a bajor választófejedelem csapatai szállták meg. 
Az 1848-as forradalom után eltörölték a feudális birtokrendszert és megalakultak Paudorf, Höbenbach, Krustetten és Tiefenfucha községei. 1889-ben elkészült a Herzogenburg-Paudorf vasútvonal. 
Az önkormányzat mai formájában 1970-ben jött létre Paudorf, Höbenbach, Krustetten és Tiefenfucha egyesülésével. 1985-ben mezővárosi rangra emelték, ebben az évben kapta címerét is. 

## Lakosság
A paudorfi önkormányzat területén 2025 januárjában 2714 fő élt. Lakosságszáma 1890 óta gyarapodó tendenciát mutat. 2023-ban az ittlakók 91,8%-a volt osztrák állampolgár; a külföldiek közül 1% a régi (2004 előtti), 4,9% az új EU-tagállamokból érkezett. 1,1% a volt Jugoszlávia (Horvátország és Szlovénia kivételével) vagy Törökország; 1,1% egyéb ország polgára volt. 2001-ben a lakosok 87,7%-a római katolikusnak, 1,4% evangélikusnak, 2,6% mohamedánnak, 7,2% pedig felekezeten kívülinek vallotta magát. Ugyanekkor 3 magyar élt a mezővárosban; a legnagyobb nemzetiségi csoportokat a német anyanyelvűeken (95,9%) kívül a törökök alkották 2,6%-kal.  
A népesség változása:

| 2016 | 2 539 |
| 2018 | 2 598 |

## Látnivalók
- a Hellerhof udvarház; hozzá kapcsolódik a modern Szt. Altmann-plébániatemplom és a régi Keresztelő Szt. János-kápolna
- a Wilhelm Kienzl-múzeum
- az arborétum, ahol Ausztria legnagyobb, mintegy 140 éves mamutfenyői találhatók.